# 家有父母
《家有父母》（英語：Families with Parents），是中国大陆一部情景喜剧，讲述了老年人夫婦叶美心、罗正道丰富多彩的退休生活，及與其兒孫同居的生活故事，當中有笑有淚。
该剧于2008年由绿城传媒投拍，2011年3月11日起在杭州电视台首播，結束首播後，2014年7月15日在深圳国际频道重播。该剧為家有儿女的姐妹篇。

## 主要人物

### 罗家
- 罗正道（刘子枫饰）

罗家老爺，原任職會计，文化大革命時被下放到鄉下，并在那時認識葉美心，后與其相戀并結婚。退休後只顾在家操持家务。为人吝嗇、貪小便宜，熱衷於做菜，是一个不折不扣「老宅男」。原一心培養罗景，惜恨鐵不成鋼，常不經以打擊罗景。
- 葉美心（彭玉饰）

罗家老太太，退休妇联干部，資本家出身，擁有多套物业。个性大大咧咧，风风火火，热衷于参与社会活动，是一个「90后」的老太太。喜愛文學創作、朗誦，同情而偏袒罗景。
- 罗景（王偉饰）

罗家長子，待业中年人，為人懶散、自以为是。原任某公司經理，因熱愛養兔子而荒廢工作，被丈母終日批評，終與潘丽丽離婚，獨自撫養兒子團團。后因生計問题，被迫與父母同居。在求職路上屢敗屢战，經一番思量後，與潘丽丽打算復婚。
- 罗泰

罗家二子，元元生父。在美國經營菜館致富。父親罗正道常在費明面前，吹捧其成功事业。
- 罗藍（王翊丹饰）

罗家三女，為族行社職員，有時兼任導遊以賺取外快。極愛電子遊戲，猶以「魔兽傳奇」為至愛。樂於當單身貴族，并对父母对其婚事的關注，感到烦嫌。
- 團團（張珂源饰）

罗景之子，與元元上同一所小學，對父親懶散的性格感到不滿，渴望與母親生活。性格像父親般善忘、易受擺布。
- 元元（鍾國流星饰）

罗泰之子，以父親的成就感到自豪，性格像父親般有小聰明、精打細算。

### 其他主要出场人物
- 費明（巴戈饰）

罗正道之歡喜冤家，完美主义者，曾任職於跨國公司，以擅長英語自居。多年來每與罗正道下棋，僅輸了一次。
- 潘丽丽

罗景前妻，喜欢孩子，為一名事业女性。
- 潘太太（畢秀茹饰）

潘丽丽之母，罗正道親家，特別貪财。
- 花美丽

老林之妻，叶美心好友，為人諸多挑剔，養有小狗米奇、米琪。
- 老林

花美丽丈夫，喜歡看報紙。
- 胖婶（刘小梅饰）

居委會主任，與叶美心關係良好。

## 主題曲
〈給你作伴〉　
主唱：刘子枫、彭玉、王偉、王翊丹
〈家有父母〉　
主唱：武文多